# Kontrakcja (matematyka)
Kontrakcja, odwzorowanie zwężające – przekształcenie {\displaystyle f} z przestrzeni metrycznej {\displaystyle (X,\varrho _{X})} w przestrzeń metryczną {\displaystyle (Y,\varrho _{Y}),} dla którego istnieje stała rzeczywista {\displaystyle \alpha \in [0,1)} taka, że dla dowolnych {\displaystyle x_{1},x_{2}\in X} zachodzi nierówność:
{\displaystyle \varrho _{Y}(f(x_{1}),f(x_{2}))\leqslant \alpha \varrho _{X}(x_{1},x_{2}).}
Innymi słowy, kontrakcja to odwzorowanie spełniające warunek Lipschitza ze stałą mniejszą od 1. Najmniejsza stała {\displaystyle \alpha ,} dla której powyższy warunek jest spełniony, bywa nazywana stałą kontrakcji.

## Własności
- Każda kontrakcja, jako funkcja lipschitzowska, jest ciągła i to jednostajnie.
- Każda kontrakcja niepustej przestrzeni zupełnej w siebie ma dokładnie jeden punkt stały; fakt ten jest znany jako twierdzenie Banacha o kontrakcji. Twierdzenie odwrotne nie jest prawdziwe – nie tylko kontrakcje mają punkty stałe.